# Біоценотичні принципи Тінемана
Біоценотичні принципи Тінемана — сформульований А. Тінеманом (1939) закон стосунків між числом особин і числом видів (закон екологічної різноманітності), згідно з яким:
1. чим різноманітніші умови існування в межах біотопу, тим більше число видів в даному біоценозі;
2. чим більше відхиляються від норми (оптимуму) умови існування в межах біотопу, тим бідніше видами стає біоценоз і тим більше особин матиме кожен вид. Отже, число особин і число видів обернено пропорційні. В оптимальних умовах міжвидова напруга (конкуренція) посилюється; кожен вид впливає на інший як лімітуючий (або регулюючий) фактор. У несприятливих або однорідних умовах міжвидова конкуренція при невеликому числі видів, як правило, відсутня. Відношення між числом особин і числом видів визначається за допомогою параметра. Біоценотичне правило Івлєва доповнює біоценотичний принцип Тінемана.

Прикладом прояву першого принципа є тропічний ліс, де в умовах дуже великої різноманітності середовища життя до біоценозів входить величезна кількість видів і важко знайти місце, де поруч росли, дві рослини одного виду.
Другий принцип О. Тінемана виявляється в екстремальних біотопах, в тому числі в монокультурі і в місцях інтенсивного забруднення середовища. У таких місцях завжди мало видів, але чисельність особин в них звичайно висока, спостергаються спалахи масового розмноження організмів.
Біоценотичні принципи Тінемана, що відображають закономірності зв'язку біотоп — біоценоз, доповнює принцип плавності зміни середовища Г. Ранца: чим плавніше змінюються умови середовища в біотопі і чим довше він залишається незмінним, тим багатший видами біоценоз і тим більше він врівноважений і стабільний. Принцип Г. Ранца — еволюційно-динамічний.

## Ресурси Інтернету
- Дедю И. И. Экологический энциклопедический словарь. — Кишинев, 1989 [Архівовано 24 жовтня 2016 у Wayback Machine.]
- Словарь ботанических терминов / Под общ. ред. И. А. Дудки. — Киев, Наук. Думка, 1984 [Архівовано 31 жовтня 2016 у Wayback Machine.]
- Англо-русский биологический словарь (online версия) [Архівовано 6 листопада 2016 у Wayback Machine.]
- Англо-русский научный словарь (online версия) [Архівовано 21 жовтня 2016 у Wayback Machine.]